# Беневентанский обряд
Беневентанский обряд — латинский богослужебный обряд, характерный для княжества Беневенто и смежных южноитальянских областей до вытеснения римским обрядом. Помимо собственно богослужебных особенностей, характеризовался особенными беневентанским хоралом, отличным от григорианского, и своеобразным беневентанским шрифтом. Замена местного обряда римским связана с упадком лангобардских государств Южной Италии и завоеванием их норманнами.

## Характерные черты обряда
Сохранившиеся южноитальянские рукописи XI — первой половины XIII веков позволяют говорить об особом беневентанском обряде, в котором можно видеть отдельные черты староримского (догригорианского), амвросианского, византийского и галликанского обрядов. Во всех службах суточного круга использовалась так называемая Старая римская Псалтирь — латинский перевод, сделанный до иеронимовой Вульгаты. В воскресные и праздничные дни на литургии предписывалось три чтения — ветхозаветное, апостольское и евангельское (как в амвросианском, в римский обряд три чтения вошли только в XX веке), в дни памяти некоторых святых были ещё чтения из их житий.
Беневентанская литургия отличалась от римской пятью переменными молитвами: две коллекты перед чтениями, молитва после Евангелия (существовала до VI века и в римской мессе, вплоть до Тридентского собора в римском чине существовал её рудимент: после Евангелия возглашалось Oremus, хотя самой молитвы уже не произносилось), секрета и заключительная молитва (лат. oratio ad complendum). Перед причащением возглашалось «Offerte vobis pacem» («Давайте друг другу (приветствие) мира)»), а народ отвечал «In nomine Christi».
Схожими с использовавшимися в амвросианском и староримском обрядах были чтения воскресений Великого поста: о самарянке (второе воскресенье), об Аврааме (третье), о слепом (четвёртое), воскрешение Лазаря (пятое — Страстное воскресенье). В пятое воскресенье Великого поста полагалось две литургии — Missa sicca (Сухая месса, то есть литургия преждеосвященных даров) и Missa palmarum (Пальмовая месса), а вечером — Missa de passione (Страстная месса). В Великую пятницу совершался схожий с римским чин Поклонения Кресту, в Великую субботу — освящение свечи с гимном «Exultet». По традиции, текст этой службы записывался на особом пергаментном свитке; сохранились два таких 6-метровых свитка (из Бари и Монте-Кассино).
Беневентанский обряд имел ряд общих черт с галликанским (например, одинаковая префация анафоры на Рождество Христово), с византийским (заимствованы ряд антифонов Великой пятницы), с амвросианским (заимствованы миланские названия для интроита и оффертория — ingressa и offerenda соответственно).

## Беневентанское письмо
Особенное беневентанское письмо было выработано на основе римского курсива в VIII веке. Сохранившиеся литургические рукописи X—XIII веков показывают, что данное письмо было распространено не только в княжестве Беневенто, но и в соседних областях. Собственные рукописные школы, использовавшие беневентанский шрифт, были в Монте-Кассино, монастырях святого Викентия на Вольтурне и святой Софии в Беневенте (совр. Беневенто), в Монте-Сант-Анджело, а также в городах Салерно, Капуя, Аверса, Бари, Неаполь и Троя. 

## Беневентанский распев
Беневентанская разновидность невменной нотации, которая использовалась в мессе и оффиции, отличалась от других невменных диалектов. Рукописи, содержащие беневентанскую нотацию, подписаны как «амвросианские». Для беневентанского хорала были характерны собственный набор ладовых звукорядов (не полностью соответствующий ладовой системе григорианского пения), повышенное значение мелодических формул (т.наз. центонизация распевов), отсутствие жёсткой зависимости мелодий от текста. Стефан IX (1057—1058), занимавший также пост аббата Монте-Кассино, запретил использовать в Беневенте «амвросианское» (то есть беневентанское) пение.